# بني اغطى (تيداس)
بني اغطى هي إحدى مشيخات المملكة المغربية، تتبع جغرافيا لإقليم الخميسات وإداريًا لتيداس. يقدر عدد سكانها بـ 463 نسمة حسب الإحصاء الرسمي للسكان والسكنى لسنة 2004.